# Армен Мартиросян
Арме́н Сергі́йович Мартирося́н (вірм. Արմեն Սերգեյի Մարտիրոսյան; нар. 10 лютого 1961, Єреван, Вірменська РСР) — вірменський дипломат і державний діяч, заступник міністра закордонних справ Вірменії (1999—2003), Постійні представники Вірменії при Організації Об'єднаних Націй (2003—2009), посол Вірменії в Німеччині (2009—2013), посол Вірменії в Індії (з 2015).

## Освіта
- 1978—1983 — Єреванський політехнічний інститут. Інженер електронної техніки.
- 2004—2006 — Колумбійський університет, США. Державне управління, магістр[1].

## Професійна діяльність
- 1983—1987 — працював у виробничому об'єднанні «Разданмашина».
- 1987—1990 — був першим секретарем Разданського райкому ЛКСМ Вірменії.
- 1990—1995 — депутат Верховної ради Вірменської РСР.
- 1992—1993 — радник прем'єр-міністра Вірменії.
- 1993—1994 — заступник директора виробничого об'єднання «Разданмашина».
- З 1994 — директор дочірнього підприємства виробничого об'єднання «Техномаркет». Віце-президент об'єднання малих підприємств.
- 1995—1999 — депутат парламенту Вірменії. Член постійної комісії з фінансово-кредитних, бюджетних та економічних питань. Керівник депутатської групи «Реформи».
- 1999—2003 — заступник міністра закордонних справ Вірменії.
- 2003—2009 — Постійні представники Вірменії при Організації Об'єднаних Націй.
- 2009—2013 — посол Вірменії в Німеччині[2].
- 4 квітня 2015 року призначений послом Вірменії в Індії.